# Voitsberg-Köflacher Straße
Die Voitsberg-Köflacher Straße (B 79) war eine geplante Bundesstraße B in der Steiermark, die von Voitsberg über Bärnbach zur Süd Autobahn (A 2) geführt hätte. Sie wurde 1983 in das Verzeichnis der Bundesstraßen aufgenommen und 1997 als Bundesstraße gestrichen.